# Hynobius okiensis
Hynobius okiensis (jap. オキサンショウウオ, Oki-sanshōuo) ist eine Schwanzlurchart der Gattung Hynobius. Die Art wird von der IUCN als vom Aussterben bedroht (Critically Endangered) eingestuft. Sie ist in Japan auf den namensgebenden Oki-Inseln in der Präfektur Shimane verbreitet.

## Merkmale
Hynobius okiensis

Link zum Bild

Die Art hat eine Kopf-Rumpf-Länge von 7,1 bis 7,3 cm und eine Gesamtlänge von 12,1 bis 13,3 cm. Weibchen werden dabei etwas größer als Männchen. Die Farbe des Rückens ist rötlich-lila bis gelblich braun mit gelben Flecken. Es gibt dagegen keine Flecken auf dem Bauch. Die Hinterbeine haben fünf Zehen.

## Verbreitungsraum und Gefährdungsstatus
Hynobius okiensis ist auf den japanischen Oki-Inseln endemisch. Genaugenommen kommt sie dort lediglich auf der Hauptinsel Dōgo vor, die eine Fläche von etwa 242 km² aufweist. Das Verbreitungsgebiet der Art wird jedoch auf eine Fläche von weniger als 10 km² geschätzt. Der genauere Populationsstatus dieser Art ist unbekannt, aber einige lokale Populationen sind bereits ausgestorben und die Anzahl an Tieren nimmt weiter ab. Zu den Hauptbedrohungen zählen die Verschlechterung und der Verlust von Lebensräumen, hauptsächlich infolge des Straßenbaus, der Abholzung der Wälder, der Veränderung von Flussläufen und der Verschmutzung. Aus diesen Gründen wird die Art als vom Aussterben bedroht eingestuft.
Die Schwanzlurchart findet sich in allen Höhenlagen der Insel – vom Meeresspiegel bis zur Bergspitze von 608 m Höhe – und bewohnt immergrüne Wälder und Nadelwaldpflanzungen. Die Larvenentwicklung ähnelt den meisten anderen Mitgliedern der Gattung.

## Systematik
Der Syntyp der Art ist vermutlich im Zweiten Weltkrieg zerstört worden.
Nach DNA-Analysen bildet Hynobius okiensis eine Gruppe mit Hynobius bakan spec. nov., Hynobius nebulosus und Hynobius tsuensis. H. okiensis und H. tsuensis haben jeweils 2N=56 Chromosome.
Ökologisch gesehen wird H. okiensis dagegen mit anderen in strömendem Wasser brütenden Arten wie Hynobius naevius, Hynobius kimurae oder Hynobius boulengeri gruppiert.